# Jhénifer Mojica
Jhénifer Mojica, née à Bucaramanga, est une avocate et femme politique colombienne. Elle est ministre de l'Agriculture et du Développement rural de 2023 à 2024.
Militante des droits humains en faveur de la restitution des terres, elle est directrice des Affaires ethniques à l'unité de restitution des terres entre octobre 2022 et avril 2023.

## Biographie

### Militante pour la restitution des terres
Jhénifer Mojica est connue pour avoir été la fondatrice de la Corporation pour la protection et le développement des Territoires ruraux.
Pendant sa carrière d'avocate, elle a été directrice adjointe de la Commission colombienne des juristes et a participé à plusieurs processus pour la paix avec l'Association des autorités arhuacos de la Sierra Nevada de Santa Marta et avec la Commission pour la clarification de la vérité.
Jhénifer Mojica se définit elle-même comme une femme qui aime la terre, ayant historiquement travaillée pour la défense des victimes des terres volées, des peuples indigènes et des paysans en Colombie.

### Parcours politique

#### Campagne de Gustavo Petro
Proche de Colombia Humana et de Gustavo Petro, Mojica était membre de l'équipe du programme du candidat de l'époque, chargée du thème de l'agriculture, elle a rejoint le cercle de Petro en raison de sa proximité avec Daniel Rojas, un homme de confiance du président qui a été nommé président de la Sociedad de Activos Especiales.
Jhénifer Mojica était membre de l'équipe de campagne puis gouvernementale qui a conçu la loi sur les victimes et la restitution des terres.

#### Directrice de l'unité des restitutions des terres
Le 10 avril 2023, elle est nommée directrice des Affaires ethniques à l'unité de restitution des terres, un rôle administratif au sein du gouvernement de Gustavo Petro, chargée de restituer aux communautés autochtones et afro-descendantes les terres qui ont été spoliées pendant le conflit armé par des groupes paramilitaires.

#### Ministre de l'Agriculture
Le 26 avril 2023, à la suite de la seconde crise gouvernementale avec les partis traditionnels et le départ de la libérale Cecilia López Montano (es), Jhénifer Mojica est nommée ministre de l'Agriculture et du Développement rural, démontrant le souhait de Petro de s'entourer d'une personnalité proche, pouvant assumer la réforme agraire de restitution des terres,.
La priorité de Jhénifer Mojica Flórez sera sans doute de faire avancer le processus de restitution des terres, avec 487 demandes toujours en attente, en raison de retards institutionnels. La plupart des demandes sont situées sur la côte pacifique (départements de Chocó, Valle del Cauca, Cauca et Nariño) et dans le biome amazonien (Vichada, Guainía, Vaupés, Amazonas, Putumayo, Caquetá...).